# Nas (Rapper)/Diskografie
Diese Diskografie ist eine Übersicht über die musikalischen Werke des US-amerikanischen Rappers Nas. Den Quellenangaben und Schallplattenauszeichnungen zufolge hat er bisher mehr als 21,7 Millionen Tonträger verkauft, davon alleine in seiner Heimat über 18 Millionen. Seine erfolgreichste Veröffentlichung ist das Studioalbum It Was Written mit über 4,1 Millionen verkauften Einheiten.

## Alben

### Studioalben
| Jahr | Titel Musiklabel                             | Höchstplatzierung, Gesamtwochen, AuszeichnungChartplatzierungen (Jahr, Titel, Musiklabel, Platzierungen, Wochen, Auszeichnungen, Anmerkungen) | Höchstplatzierung, Gesamtwochen, AuszeichnungChartplatzierungen (Jahr, Titel, Musiklabel, Platzierungen, Wochen, Auszeichnungen, Anmerkungen) | Höchstplatzierung, Gesamtwochen, AuszeichnungChartplatzierungen (Jahr, Titel, Musiklabel, Platzierungen, Wochen, Auszeichnungen, Anmerkungen) | Höchstplatzierung, Gesamtwochen, AuszeichnungChartplatzierungen (Jahr, Titel, Musiklabel, Platzierungen, Wochen, Auszeichnungen, Anmerkungen) | Höchstplatzierung, Gesamtwochen, AuszeichnungChartplatzierungen (Jahr, Titel, Musiklabel, Platzierungen, Wochen, Auszeichnungen, Anmerkungen) | Anmerkungen                                                   |
| Jahr | Titel Musiklabel                             | DE | AT | CH | UK | US | Anmerkungen                                                   |
| ---- | -------------------------------------------- | --- | --- | --- | --- | --- | ------------------------------------------------------------- |
| 1994 | Illmatic Columbia Records (Sony)             | — | — | — | UK57 Platin + Silber (Re-Release) · (1 Wo.)UK                                                                                                 | US12 ×2Doppelplatin · (20 Wo.)US | Erstveröffentlichung: 15. April 1994 Verkäufe: + 2.452.500    |
| 1996 | It Was Written Columbia Records (Sony)       | DE16 (18 Wo.)DE | AT38 (7 Wo.)AT | CH25 (19 Wo.)CH | UK38 Gold · (10 Wo.)UK | US1 ×3Dreifachplatin · (34 Wo.)US | Erstveröffentlichung: 2. Juli 1996 Verkäufe: + 4.100.000      |
| 1999 | I Am… Columbia Records (Sony)                | DE16 (18 Wo.)DE | — | CH38 (7 Wo.)CH | UK31 Gold · (6 Wo.)UK | US1 ×2Doppelplatin · (25 Wo.)US | Erstveröffentlichung: 6. April 1999 Verkäufe: + 2.100.000     |
| 1999 | Nastradamus Columbia Records (Sony)          | DE45 (3 Wo.)DE | — | CH92 (1 Wo.)CH | UK90 Silber · (1 Wo.)UK | US7 Platin · (26 Wo.)US | Erstveröffentlichung: 23. November 1999 Verkäufe: + 1.060.000 |
| 2001 | Stillmatic Columbia Records (Sony)           | DE64 (7 Wo.)DE | — | CH56 (10 Wo.)CH | UK92 Gold · (1 Wo.)UK | US5 Platin · (38 Wo.)US | Erstveröffentlichung: 18. Dezember 2001 Verkäufe: + 1.150.000 |
| 2002 | God’s Son Columbia Records (Sony)            | DE89 (2 Wo.)DE | — | CH56 (4 Wo.)CH | UK57 Gold · (17 Wo.)UK | US12 Platin · (28 Wo.)US | Erstveröffentlichung: 10. Dezember 2002 Verkäufe: + 1.150.000 |
| 2004 | Street’s Disciple Columbia Records (Sony)    | — | — | CH27 (5 Wo.)CH | UK45 Silber · (6 Wo.)UK | US5 Platin · (20 Wo.)US | Erstveröffentlichung: 30. November 2004 Verkäufe: + 1.060.000 |
| 2006 | Hip Hop Is Dead Island Def Jam (UMG)         | — | — | CH22 (10 Wo.)CH | UK68 Silber · (7 Wo.)UK | US1 Gold · (16 Wo.)US | Erstveröffentlichung: 15. Dezember 2006 Verkäufe: + 560.000   |
| 2008 | Untitled Island Def Jam (UMG)                | — | — | CH10 (9 Wo.)CH | UK23 (3 Wo.)UK | US1 Gold · (15 Wo.)US | Erstveröffentlichung: 11. Juli 2008 Verkäufe: + 500.000       |
| 2012 | Life Is Good Island Def Jam (UMG)            | DE24 (2 Wo.)DE | — | CH8 (7 Wo.)CH | UK8 (4 Wo.)UK | US1 Gold · (15 Wo.)US | Erstveröffentlichung: 13. Juli 2012 Verkäufe: + 500.000       |
| 2018 | Nasir Mass Appeal (Def Jam)                  | DE59 (1 Wo.)DE | AT49 (1 Wo.)AT | CH12 (1 Wo.)CH | UK16 (2 Wo.)UK | US5 (4 Wo.)US | Erstveröffentlichung: 15. Juni 2018                           |
| 2020 | King’s Disease Mass Appeal (Mass Appeal)     | — | — | CH16 (1 Wo.)CH | UK24 (1 Wo.)UK | US5 (3 Wo.)US | Erstveröffentlichung: 21. August 2020                         |
| 2021 | King’s Disease II Mass Appeal (Mass Appeal)  | DE52 (1 Wo.)DE | AT48 (1 Wo.)AT | CH6 (4 Wo.)CH | UK20 (2 Wo.)UK | US3 (3 Wo.)US | Erstveröffentlichung: 5. August 2021                          |
| 2021 | Magic Mass Appeal (Mass Appeal)              | — | — | CH34 (2 Wo.)CH | UK95 (1 Wo.)UK | US27 (2 Wo.)US | Erstveröffentlichung: 24. Dezember 2021                       |
| 2022 | King’s Disease III Mass Appeal (Mass Appeal) | — | — | CH42 (1 Wo.)CH | UK48 (1 Wo.)UK | US10 (2 Wo.)US | Erstveröffentlichung: 11. November 2022                       |
| 2023 | Magic 2 Mass Appeal (Mass Appeal)            | — | — | — | — | US52 (1 Wo.)US | Erstveröffentlichung: 21. Juli 2023                           |
| 2023 | Magic 3 Mass Appeal (Mass Appeal)            | — | — | — | — | US65 (1 Wo.)US | Erstveröffentlichung: 14. September 2023                      |

### Kollaboalben
| Jahr | Titel Musiklabel                                             | Höchstplatzierung, Gesamtwochen, AuszeichnungChartplatzierungen (Jahr, Titel, Musiklabel, Platzierungen, Wochen, Auszeichnungen, Anmerkungen) | Höchstplatzierung, Gesamtwochen, AuszeichnungChartplatzierungen (Jahr, Titel, Musiklabel, Platzierungen, Wochen, Auszeichnungen, Anmerkungen) | Höchstplatzierung, Gesamtwochen, AuszeichnungChartplatzierungen (Jahr, Titel, Musiklabel, Platzierungen, Wochen, Auszeichnungen, Anmerkungen) | Höchstplatzierung, Gesamtwochen, AuszeichnungChartplatzierungen (Jahr, Titel, Musiklabel, Platzierungen, Wochen, Auszeichnungen, Anmerkungen) | Höchstplatzierung, Gesamtwochen, AuszeichnungChartplatzierungen (Jahr, Titel, Musiklabel, Platzierungen, Wochen, Auszeichnungen, Anmerkungen) | Anmerkungen                                                                              |
| Jahr | Titel Musiklabel                                             | DE | AT | CH | UK | US | Anmerkungen                                                                              |
| ---- | ------------------------------------------------------------ | --- | --- | --- | --- | --- | ---------------------------------------------------------------------------------------- |
| 1997 | The Firm: The Album Aftermath / Interscope / Columbia (Sony) | — | — | — | — | US1 Gold · (22 Wo.)US | Erstveröffentlichung: 21. Oktober 1997 mit AZ, Cormega, Foxy Brown & Nature als The Firm |
| 2010 | Distant Relatives Universal Republic (UMG)                   | DE38 (1 Wo.)DE | AT53 (1 Wo.)AT | CH11 (15 Wo.)CH | UK30 Silber · (4 Wo.)UK | US5 (19 Wo.)US | Erstveröffentlichung: 18. Mai 2010 mit Damian Marley                                     |

### Kompilationen
| Jahr | Titel Musiklabel                          | Höchstplatzierung, Gesamtwochen, AuszeichnungChartplatzierungen (Jahr, Titel, Musiklabel, Platzierungen, Wochen, Auszeichnungen, Anmerkungen) | Höchstplatzierung, Gesamtwochen, AuszeichnungChartplatzierungen (Jahr, Titel, Musiklabel, Platzierungen, Wochen, Auszeichnungen, Anmerkungen) | Höchstplatzierung, Gesamtwochen, AuszeichnungChartplatzierungen (Jahr, Titel, Musiklabel, Platzierungen, Wochen, Auszeichnungen, Anmerkungen) | Höchstplatzierung, Gesamtwochen, AuszeichnungChartplatzierungen (Jahr, Titel, Musiklabel, Platzierungen, Wochen, Auszeichnungen, Anmerkungen) | Höchstplatzierung, Gesamtwochen, AuszeichnungChartplatzierungen (Jahr, Titel, Musiklabel, Platzierungen, Wochen, Auszeichnungen, Anmerkungen) | Anmerkungen                                                         |
| Jahr | Titel Musiklabel                          | DE | AT | CH | UK | US | Anmerkungen                                                         |
| ---- | ----------------------------------------- | --- | --- | --- | --- | --- | ------------------------------------------------------------------- |
| 2002 | The Lost Tapes Columbia Records (Sony)    | — | — | CH50 (3 Wo.)CH | — | US10 (8 Wo.)US | Erstveröffentlichung: 23. September 2002                            |
| 2002 | The Best of Nas Sony International (Sony) | — | — | — | — | — | Erstveröffentlichung: 27. Dezember 2002 nur in Japan veröffentlicht |
| 2007 | Greatest Hits Columbia Records (Sony)     | — | — | — | UK— GoldUK | US124 (1 Wo.)US | Erstveröffentlichung: 6. November 2007                              |
| 2019 | The Lost Tapes II Mass Appeal (Def Jam)   | — | — | CH34 (1 Wo.)CH | — | US10 (1 Wo.)US | Erstveröffentlichung: 19. Juli 2019                                 |

### EPs
| Jahr | Titel Musiklabel                                                 | Höchstplatzierung, Gesamtwochen, AuszeichnungChartplatzierungen (Jahr, Titel, Musiklabel, Platzierungen, Wochen, Auszeichnungen, Anmerkungen) | Höchstplatzierung, Gesamtwochen, AuszeichnungChartplatzierungen (Jahr, Titel, Musiklabel, Platzierungen, Wochen, Auszeichnungen, Anmerkungen) | Höchstplatzierung, Gesamtwochen, AuszeichnungChartplatzierungen (Jahr, Titel, Musiklabel, Platzierungen, Wochen, Auszeichnungen, Anmerkungen) | Höchstplatzierung, Gesamtwochen, AuszeichnungChartplatzierungen (Jahr, Titel, Musiklabel, Platzierungen, Wochen, Auszeichnungen, Anmerkungen) | Höchstplatzierung, Gesamtwochen, AuszeichnungChartplatzierungen (Jahr, Titel, Musiklabel, Platzierungen, Wochen, Auszeichnungen, Anmerkungen) | Anmerkungen                        |
| Jahr | Titel Musiklabel                                                 | DE | AT | CH | UK | US | Anmerkungen                        |
| ---- | ---------------------------------------------------------------- | --- | --- | --- | --- | --- | ---------------------------------- |
| 2002 | From Illmatic to Stillmatic: The Remixes Columbia Records (Sony) | — | — | — | — | US123 (3 Wo.)US | Erstveröffentlichung: 2. Juli 2002 |

## Singles

### Als Leadmusiker
| Jahr | Titel Album                                               | Höchstplatzierung, Gesamtwochen, AuszeichnungChartplatzierungen (Jahr, Titel, Album, Platzierungen, Wochen, Auszeichnungen, Anmerkungen) | Höchstplatzierung, Gesamtwochen, AuszeichnungChartplatzierungen (Jahr, Titel, Album, Platzierungen, Wochen, Auszeichnungen, Anmerkungen) | Höchstplatzierung, Gesamtwochen, AuszeichnungChartplatzierungen (Jahr, Titel, Album, Platzierungen, Wochen, Auszeichnungen, Anmerkungen) | Höchstplatzierung, Gesamtwochen, AuszeichnungChartplatzierungen (Jahr, Titel, Album, Platzierungen, Wochen, Auszeichnungen, Anmerkungen) | Höchstplatzierung, Gesamtwochen, AuszeichnungChartplatzierungen (Jahr, Titel, Album, Platzierungen, Wochen, Auszeichnungen, Anmerkungen) | Anmerkungen                                                                             |
| Jahr | Titel Album                                               | DE | AT | CH | UK | US | Anmerkungen                                                                             |
| --- | --------------------------------------------------------- | --- | --- | --- | --- | --- | --------------------------------------------------------------------------------------- |
| 1992 | Halftime –                                                | — | — | — | — | — | Erstveröffentlichung: 1992 als Nasty Nas                                                |
| 1994 | It Ain’t Hard to Tell Illmatic                            | — | — | — | UK64 (2 Wo.)UK | US91 (8 Wo.)US | Erstveröffentlichung: 18. Januar 1994                                                   |
| 1994 | The World Is Yours Illmatic                               | — | — | — | UK— SilberUK | US— GoldUS | Erstveröffentlichung: 31. Mai 1994                                                      |
| 1994 | One Love Illmatic                                         | — | — | — | — | — | Erstveröffentlichung: Oktober 1994                                                      |
| 1996 | If I Ruled the World (Imagine That) It Was Written        | DE4 Gold · (20 Wo.)DE | AT30 (11 Wo.)AT | CH7 (22 Wo.)CH | UK12 Silber · (7 Wo.)UK | US53 Platin · (20 Wo.)US | Erstveröffentlichung: 28. Mai 1996 feat. Lauryn Hill                                    |
| 1996 | Street Dreams It Was Written                              | — | — | — | UK12 (4 Wo.)UK | US22 Gold · (17 Wo.)US | Erstveröffentlichung: 22. Oktober 1996                                                  |
| 1996 | The Message It Was Written                                | — | — | — | — | — | Erstveröffentlichung: 1996                                                              |
| 1997 | Firm Biz The Firm: The Album                              | — | — | — | UK18 (6 Wo.)UK | — | Erstveröffentlichung: 24. September 1997 als The Firm feat. Dawn Robinson               |
| 1997 | Phone Tap The Firm: The Album                             | — | — | — | — | — | Erstveröffentlichung: 1997 als The Firm                                                 |
| 1999 | Nas Is Like I Am …                                        | — | — | — | — | US86 (4 Wo.)US | Erstveröffentlichung: 2. März 1999                                                      |
| 1999 | Hate Me Now I Am …                                        | DE11 (12 Wo.)DE | AT32 (7 Wo.)AT | CH30 (8 Wo.)CH | UK14 (8 Wo.)UK | US62 (8 Wo.)US | Erstveröffentlichung: 6. April 1999 feat. Puff Daddy                                    |
| 1999 | Nastradamus                                               | — | — | — | UK24 (3 Wo.)UK | US92 (6 Wo.)US | Erstveröffentlichung: 26. Oktober 1999                                                  |
| 1999 | In Too Deep Undercover – In Too Deep O.S.T.               | — | — | — | — | — | Erstveröffentlichung: 1999 mit Nature                                                   |
| 2000 | You Owe Me Nastradamus                                    | DE87 (1 Wo.)DE | — | — | — | US59 (16 Wo.)US | Erstveröffentlichung: März 2000 feat. Ginuwine                                          |
| 2000 | I’ve Got To Have It Big Mama’s Haus (O.S.T.)              | DE76 (7 Wo.)DE | — | — | — | — | Erstveröffentlichung: 2. Mai 2000 mit Jermaine Dupri feat. Monica                       |
| 2000 | Da Bridge 2001 Nas & Ill Will Records Present QB’s Finest | — | — | — | — | — | Erstveröffentlichung: 2. Mai 2000 mit QB Finest                                         |
| 2001 | Oochie Wally Nas & Ill Will Records Present QB’s Finest   | — | — | — | UK30 (3 Wo.)UK | US26 (20 Wo.)US | Erstveröffentlichung: 6. Januar 2001 mit The Bravehearts                                |
| 2001 | Got Ur Self a Gun Stillmatic                              | DE62 (7 Wo.)DE | — | CH38 (10 Wo.)CH | UK30 (6 Wo.)UK | US87 (19 Wo.)US | Erstveröffentlichung: 4. Dezember 2001                                                  |
| 2002 | One Mic Stillmatic                                        | — | — | — | — | US43 (13 Wo.)US | Erstveröffentlichung: 16. April 2002                                                    |
| 2003 | Made You Look God’s Son                                   | — | — | — | UK27 (3 Wo.)UK | US32 (13 Wo.)US | Erstveröffentlichung: 11. Februar 2003                                                  |
| 2003 | I Can God’s Son                                           | DE53 (9 Wo.)DE | — | CH43 (12 Wo.)CH | UK19 (7 Wo.)UK | US12 (20 Wo.)US | Erstveröffentlichung: März 2003                                                         |
| 2004 | Thief’s Theme Street’s Disciple                           | — | — | — | — | — | Erstveröffentlichung: Juli 2004                                                         |
| 2004 | Bridging The Gap Street’s Disciple                        | — | — | — | UK18 (4 Wo.)UK | US94 (4 Wo.)US | Erstveröffentlichung: 5. Oktober 2004 feat. Olu Dara                                    |
| 2004 | Just a Moment Street’s Disciple                           | — | — | — | — | — | Erstveröffentlichung: 2004 feat. Quan                                                   |
| 2006 | Hip Hop Is Dead                                           | DE84 (2 Wo.)DE | — | — | UK35 (5 Wo.)UK | US41 (5 Wo.)US | Erstveröffentlichung: 5. November 2006 feat. will.i.am                                  |
| 2007 | Can’t Forget About You Hip Hop Is Dead                    | — | — | — | — | — | Erstveröffentlichung: 23. Januar 2007                                                   |
| 2007 | Better Than I’ve Ever Been –                              | — | — | — | — | — | Erstveröffentlichung: 20. Februar 2007 mit Kanye West, KRS-One & Rakim                  |
| 2008 | Hero Untitled                                             | — | — | CH70 (3 Wo.)CH | UK70 (6 Wo.)UK | US97 (1 Wo.)US | Erstveröffentlichung: 23. Juni 2008 feat. Keri Hilson                                   |
| 2010 | As We Enter Distant Relatives                             | — | — | — | UK39 (4 Wo.)UK | — | Erstveröffentlichung: 23. Februar 2010 mit Damian Marley                                |
| 2010 | My Generation Distant Relatives                           | — | — | — | — | — | Erstveröffentlichung: 30. August 2010 mit Damian Marley feat. Lil Wayne & Tessanne Chin |
| 2012 | The Don Life Is Good                                      | — | — | — | — | — | Erstveröffentlichung: 3. April 2012                                                     |
| 2012 | Daughters Life Is Good                                    | — | — | — | — | — | Erstveröffentlichung: 1. Mai 2012                                                       |
| 2012 | Hard To Love Somebody –                                   | — | — | — | — | — | Erstveröffentlichung: 6. Dezember 2012 vs. Arlissa                                      |
| 2016 | Deep –                                                    | — | — | — | — | — | Erstveröffentlichung: 12. Oktober 2018 mit Robin Thicke                                 |
| 2018 | Cop Shot the Kid Nasir                                    | — | — | — | UK97 (1 Wo.)UK | US96 (1 Wo.)US | Erstveröffentlichung: 15. Juni 2018 feat. Kanye West                                    |
| 2019 | NY Se Mumbai –                                            | — | — | — | — | — | Erstveröffentlichung: 12. Februar 2020 mit Divine, Naezy & Ranveer Singh                |
| 2020 | Ultra Black King’s Disease                                | — | — | — | — | — | Erstveröffentlichung: 14. August 2020                                                   |
| 2021 | Life Is Like a Dice Game –                                | — | — | — | — | — | Erstveröffentlichung: 1. Juli 2021 feat. Cordae & Freddie Gibbs                         |
| 2022 | Tomorrow –                                                | — | — | — | — | — | Erstveröffentlichung: 4. Februar 2022 mit John Legend & Florian Picasso                 |
| Folgende Lieder erschienen nicht als Single, wurden aber durch das Album zum Download und Streaming bereitgestellt und konnten somit eine Platzierung erlangen: |                                                           | | | | | |                                                                                         |
| |                                                           | | | | | |                                                                                         |
| 2020 | Spicy King’s Disease                                      | — | — | — | — | US96 (1 Wo.)US | Charteinstieg: 5. September 2020 feat. Fivio Foreign & ASAP Ferg                        |
| 2021 | EPMD 2 King’s Disease II                                  | — | — | — | — | US79 (1 Wo.)US | Charteinstieg: 21. August 2021 feat. Eminem & EPMD                                      |
| 2021 | Rare King’s Disease II                                    | — | — | — | — | US100 (1 Wo.)US | Charteinstieg: 21. August 2021                                                          |

### Als Gastmusiker
| Jahr | Titel Album                                                           | Höchstplatzierung, Gesamtwochen, AuszeichnungChartplatzierungen (Jahr, Titel, Album, Platzierungen, Wochen, Auszeichnungen, Anmerkungen) | Höchstplatzierung, Gesamtwochen, AuszeichnungChartplatzierungen (Jahr, Titel, Album, Platzierungen, Wochen, Auszeichnungen, Anmerkungen) | Höchstplatzierung, Gesamtwochen, AuszeichnungChartplatzierungen (Jahr, Titel, Album, Platzierungen, Wochen, Auszeichnungen, Anmerkungen) | Höchstplatzierung, Gesamtwochen, AuszeichnungChartplatzierungen (Jahr, Titel, Album, Platzierungen, Wochen, Auszeichnungen, Anmerkungen) | Höchstplatzierung, Gesamtwochen, AuszeichnungChartplatzierungen (Jahr, Titel, Album, Platzierungen, Wochen, Auszeichnungen, Anmerkungen) | Anmerkungen                                                                          |
| Jahr | Titel Album                                                           | DE | AT | CH | UK | US | Anmerkungen                                                                          |
| --- | --------------------------------------------------------------------- | --- | --- | --- | --- | --- | ------------------------------------------------------------------------------------ |
| 1995 | Fast Life 4,5,6                                                       | — | — | — | — | US74 (12 Wo.)US | Erstveröffentlichung: November 1995 Kool G Rap feat. Nas                             |
| 1995 | Gimme Yours Doe or Die                                                | — | — | — | — | — | Erstveröffentlichung: 1995 AZ feat. Nas                                              |
| 1997 | Love Is All We Need Share My World                                    | — | — | — | UK15 (5 Wo.)UK | — | Erstveröffentlichung: 18. Februar 1997 Mary J. Blige feat. Nas                       |
| 1997 | Head Over Heels Allure                                                | — | — | — | UK18 (3 Wo.)UK | US35 (15 Wo.)US | Erstveröffentlichung: März 1997 Allure feat. Nas                                     |
| 1999 | Hot Boyz (Remix) Da Real World                                        | DE52 (7 Wo.)DE | — | — | UK18 (3 Wo.)UK | US5 Platin · (21 Wo.)US | Erstveröffentlichung: 9. November 1999 Missy Elliott feat. Nas, Lil’ Mo, Eve & Q-Tip |
| 1999 | It’s Mine Mobb Muzik                                                  | — | — | — | — | — | Erstveröffentlichung: Mobb Deep feat. Nas                                            |
| 2002 | I’m Gonna Be Alright (Track Masters Remix) J to tha L-O!: The Remixes | DE6 (13 Wo.)DE | AT25 (12 Wo.)AT | CH4 (22 Wo.)CH | UK3 (10 Wo.)UK | US10 (23 Wo.)US | Erstveröffentlichung: 1. Juli 2002 Jennifer Lopez feat. Nas                          |
| 2002 | Thugz Mansion Better Dayz                                             | DE74 (6 Wo.)DE | — | — | UK24 (7 Wo.)UK | US19 (20 Wo.)US | Erstveröffentlichung: 17. Oktober 2002 2Pac feat. Nas & J. Phoenix                   |
| 2005 | In Public Tasty                                                       | — | — | — | UK17 (7 Wo.)UK | — | Erstveröffentlichung: 4. April 2005 Kelis feat. Nas                                  |
| 2008 | My President The Recession                                            | — | — | — | — | US53 Platin · (6 Wo.)US | Erstveröffentlichung: 15. November 2008 Young Jeezy feat. Nas                        |
| 2009 | Too Many Rappers Hot Sauce Committee Part Two                         | — | — | — | — | US93 (1 Wo.)US | Erstveröffentlichung: 21. Juli 2009 Beastie Boys feat. Nas                           |
| 2019 | Thriving –                                                            | — | — | — | — | — | Erstveröffentlichung: 8. Mai 2019 Mary J. Blige feat. Nas                            |
| Folgende Lieder erschienen nicht als Single, wurden aber durch das Album zum Download und Streaming bereitgestellt und konnten somit eine Platzierung erlangen: |                                                                       | | | | | |                                                                                      |
| |                                                                       | | | | | |                                                                                      |
| 2015 | We Are Purpose                                                        | — | — | — | UK74 (3 Wo.)UK | US88 (1 Wo.)US | Charteinstieg: 26. November 2015 Justin Bieber feat. Nas                             |
| 2021 | Sorry Not Sorry Khaled Khaled                                         | — | — | — | UK80 (1 Wo.)UK | US30 Gold · (1 Wo.)US | Charteinstieg: 7. Mai 2021 DJ Khaled feat. Nas, Jay-Z & Fauntleroy                   |

## Promoveröffentlichungen
| Jahr | Titel Album                      | Anmerkungen                                                    |
| ---- | -------------------------------- | -------------------------------------------------------------- |
| 1994 | Life’s a Bitch Illmatic          | Erstveröffentlichung: 1994                                     |
| 1997 | Escobar ’97 Men in Black O.S.T.  | Erstveröffentlichung: 1997                                     |
| 1998 | Grand Finale Belly O.S.T.        | Erstveröffentlichung: 1998 DMX feat. Method Man, Nas & Ja Rule |
| 2001 | Rule Stillmatic                  | Erstveröffentlichung: 2001                                     |
| 2008 | Make the World Go Round Untitled | Erstveröffentlichung: 2008 feat. Chris Brown & Game            |
| 2012 | Cherry Wine Life Is Good         | Erstveröffentlichung: 2012 feat. Amy Winehouse                 |

## Sonderveröffentlichungen
| Jahr | Titel Musiklabel                          | Anmerkungen                                         |
| ---- | ----------------------------------------- | --------------------------------------------------- |
| 2013 | The Essential Nas Columbia Records (Sony) | Erstveröffentlichung: 2013 Teil der Reihe Essential |

## Statistik

### Chartauswertung
|                     | DE    | AT    | CH     | UK     | US     |
| ------------------- | ----- | ----- | ------ | ------ | ------ |
| Nummer-eins-Alben   | DE—DE | AT—AT | CH—CH  | UK—UK  | US6US  |
| Top-10-Alben        | DE—DE | AT—AT | CH3CH  | UK1UK  | US15US |
| Alben in den Charts | DE9DE | AT4AT | CH17CH | UK14UK | US23US |

|                       | DE     | AT    | CH    | UK     | US     |
| --------------------- | ------ | ----- | ----- | ------ | ------ |
| Nummer-eins-Singles   | DE—DE  | AT—AT | CH—CH | UK—UK  | US—US  |
| Top-10-Singles        | DE2DE  | AT—AT | CH2CH | UK1UK  | US2US  |
| Singles in den Charts | DE10DE | AT3AT | CH6CH | UK21UK | US28US |

### Auszeichnungen für Musikverkäufe
| Silberne Schallplatte - Vereinigtes Königreich - 2025: für das Lied Get Down - 2025: für das Lied Road to Zion Goldene Schallplatte - Australien - 2021: für die Single I Am Somebody - Brasilien - 2024: für das Lied Patience - Dänemark - 2020: für das Album It Was Written - 2025: für das Album Illmatic - Frankreich - 1996: für das Album It Was Written - 1996: für die Single If I Ruled the World (Imagine That) - 1997: für die Single Affirmative Action - Italien - 2025: für das Album Illmatic - Kanada - 1999: für das Album Nastradamus - 2002: für das Album Illmatic - 2002: für das Album Stillmatic - 2003: für das Album God’s Son - 2004: für das Album Street’s Disciple - 2023: für das Lied We Are - Neuseeland - 2022: für das Album Illmatic - Vereinigte Staaten - 2019: für die Single N.Y. State of Mind - 2019: für die Single The World Is Yours - Vereinigtes Königreich - 2024: für das Lied N.Y. State of Mind | Platin-Schallplatte - Kanada - 1996: für das Album It Was Written - 1999: für das Album I Am … - Neuseeland - 2022: für die Single If I Ruled the World (Imagine That) |

Anmerkung: Auszeichnungen in Ländern aus den Charttabellen bzw. Chartboxen sind in ebendiesen zu finden.
| Land/RegionAuszeichnungen für Musikverkäufe (Land/Region, Auszeichnungen, Verkäufe, Quellen) | Silber     | Gold       | Platin       | Verkäufe   | Quellen              |
| -------------------------------------------------------------------------------------------- | ---------- | ---------- | ------------ | ---------- | -------------------- |
| Australien (ARIA)                                                                            | —          | Gold1      | —            | 35.000     | aria.com.au          |
| Brasilien (PMB)                                                                              | —          | Gold1      | —            | 30.000     | pro-musicabr.org.br  |
| Dänemark (IFPI)                                                                              | —          | 2× Gold2   | —            | 20.000     | ifpi.dk              |
| Deutschland (BVMI)                                                                           | —          | Gold1      | —            | 250.000    | musikindustrie.de    |
| Frankreich (SNEP)                                                                            | —          | 3× Gold3   | —            | 600.000    | snepmusique.com      |
| Italien (FIMI)                                                                               | —          | Gold1      | —            | 25.000     | fimi.it              |
| Kanada (MC)                                                                                  | —          | 6× Gold6   | 2× Platin2   | 490.000    | musiccanada.com      |
| Neuseeland (RMNZ)                                                                            | —          | Gold1      | Platin1      | 37.500     | radioscope.co.nz NZ2 |
| Vereinigte Staaten (RIAA)                                                                    | —          | 8× Gold8   | 14× Platin14 | 18.000.000 | riaa.com             |
| Vereinigtes Königreich (BPI)                                                                 | 9× Silber9 | 6× Gold6   | Platin1      | 2.300.000  | bpi.co.uk            |
| Insgesamt                                                                                    | 9× Silber9 | 30× Gold30 | 19× Platin19 |            |                      |